# 孔帕尼伊夫卡
48°15′12″N 32°12′19″E / 48.25333°N 32.20528°E

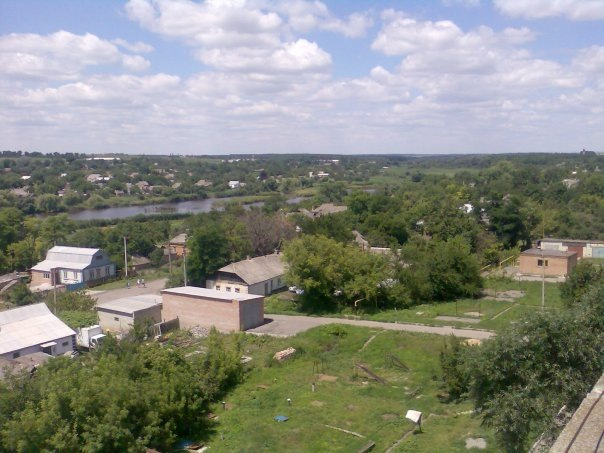
全景图

孔帕尼伊夫卡（烏克蘭語：Компаніївка），又按俄语名译为孔帕涅耶夫卡，是烏克蘭中部基洛夫格勒州克罗皮夫尼茨基区孔帕尼伊夫卡市镇内的市級鎮及其行政中心。曾是原孔帕尼伊夫卡區的区府。始建於十八世紀，海拔高度160米，2013年人口4,544。